# آندرس اوتل
آندرس اوتل (به آلمانی: Andreas Ottl) (زاده ۱۴ مارس ۱۹۸۵ - مونیخ) بازیکن فوتبال اهل کشور آلمان است.
وی سابقه عضویت در تیم‌های بایرن مونیخ، نورنبرگ، هرتابرلین و آگزبورگ را دارد.
اوتل در تیم زیر ۲۰ سال آلمان، تیم ملی ب آلمان و تیم زیر ۲۱ سال آلمان سابقه بازی دارد.

## افتخارات

### باشگاه
بایرن مونیخ
- بوندس لیگا: ۰۶–۲۰۰۵، ۰۸–۲۰۰۷
- جام حذفی فوتبال آلمان: ۰۶–۲۰۰۵، ۰۸–۲۰۰۷
- لیگ کاپ آلمان: ۲۰۰۷
- سوپر جام فوتبال آلمان: ۲۰۱۰